# Pierre Dieudonné
Pierre Dieudonné (ur. 24 marca 1947 roku w Brukseli) – belgijski kierowca wyścigowy oraz dziennikarz sportowy. 

## Kariera
Dieudonné rozpoczął karierę w międzynarodowych wyścigach samochodowych w 1973 roku od startów w Europejskiej Formule Super Vee. Z dorobkiem czterech punktów uplasował się tam na 21 pozycji w klasyfikacji generalnej. W późniejszych latach pojawiał się także w stawce Włoskiej Formuły 3, Brytyjskiej Formuły 3, Brytyjskiej Formuły 3 BARC BP Super Visco, European Touring Car Championship (mistrz w 1976), Brytyjskiej Formuły 3 BRDC ShellSport, German Racing Championship, Niemieckiej Formuły 3, Europejskiej Formuły 3, World Cup International Formula 3 Trophy, Brytyjskiej Formuły 3 BARC, Peter Stuyvesant International Formula Pacific Series, World Challenge for Endurance Drivers, World Sportscar Championship, Europejskiej Formuły 2, Belgian Touring Car Championship, 24 Hours of Spa-Francorchamps, All Japan Sports-Prototype Championship, World Touring Car Championship, All Japan Sports Prototype Car Endurance Championship, Tooheys 1000, Asia-Pacific Touring Car Championship, 24-godzinnego wyścigu Le Mans, British Touring Car Championship, \Deutsche Tourenwagen Masters, Australian Endurance Championship oraz Sportscar World Championship.